# Валя-Маре (Урменіш, Бістріца-Несеуд)
Валя-Маре (рум. Valea Mare) — село у повіті Бистриця-Несеуд в Румунії. Входить до складу комуни Урменіш.
Село розташоване на відстані 294 км на північний захід від Бухареста, 37 км на південь від Бистриці, 60 км на схід від Клуж-Напоки.

## Населення
За даними перепису населення 2002 року у селі проживали 52 особи, усі — румуни. Усі жителі села рідною мовою назвали румунську.